# José Rodríguez-Medel
José Rodríguez-Medel Briones (Siruela, Badajoz, 9 de diciembre de 1888 - Pamplona, 18 de julio de 1936) fue comandante de la Guardia Civil durante la Segunda República Española con destino en Navarra. Fue asesinado el 18 de julio de 1936 cuando intentaba organizar a los guardias para repeler la previsible sublevación de las tropas del general Mola.

## Biografía

### Vida personal y militar
Llegó a Pamplona como oficial de la Guardia Civil en 1908, a pesar de sus reiteradas peticiones de destino a Madrid. En Pamplona conoció a la que sería su mujer y madre de sus siete hijos, la pamplonesa Lucía Carmona con la que contraería matrimonio el 21 de septiembre de 1911, transcurrido el período que el régimen disciplinario militar de la época le obligaba permanecer soltero.
Tuvo amistad con Florencio Alfaro que con el paso del tiempo llegaría a ser concejal en el ayuntamiento de Pamplona.
Obtuvo el título de ingeniero oficial y se trasladó a Granada con su familia. En 1917 se produce la primera ruptura del sistema español de la Restauración y el afloramiento de las Juntas Militares de Defensa, Rodríguez Medel aprovecha para optar por acogerse a la situación de supernumerario sin sueldo, postura que le permitía mantener el escalafón pero dedicarse a un trabajo civil que le proporcionara mayores ingresos para su numerosa familia. En 1933 reingresa en el instituto armado como comandante, solicitando los destinos de Madrid y Pamplona. Le destinan a Madrid como ayudante de campo a las órdenes del general de brigada Federico Santiago Iglesias hasta que éste es ascendido, con lo que se queda sin puesto, al ser asumido por el comandante De La Lama, hombre de confianza del nuevo titular de la plaza, el general José Sanjurjo. Queda disponible en su destino y esperando órdenes del general Sebastián Pozas.
Mientras tanto, en Navarra, los distintos sectores republicanos se sentían amedrentados ante la exhibición de emblemas y la presencia de milicias armadas organizadas por el general Varela. El Diario de Navarra recogía los sucesos ocurridos en abril de 1936 en Madrid durante el desfile conmemorativo del V Aniversario de la República y otros sucesos (los desórdenes en el entierro del alférez de la Guardia Civil Anastasio de los Reyes y la detención de jefes y oficiales del Cuerpo que habían ido a entrevistarse con el presidente del gobierno Casares Quiroga).
El general Emilio Mola fue trasladado a Pamplona por el gobierno de Manuel Azaña como castigo. Mientras éste conspiraba para la sublevación militar con falangistas y carlistas sin que los militares abandonasen nunca su función directiva. El general Mola no contemplaba la restauración de la Monarquía, sino el restablecer una República autoritaria de derechas con vestigios liberales. Así se produjo el desplazamiento del director de seguridad del Estado a Pamplona junto una resolución del Presidente de la República, que decide la incorporación de ocho jefes a sus destinos, como el nombramiento de José Rodríguez-Medel al mando de la Comandancia de la Guardia Civil de Navarra. Se despidió de su familia para unos pocos días. Mola, que conocía a Medel de su etapa en la Academia de Infantería, consideró ese nombramiento un obstáculo para sus planes de sublevación. De hecho Medel había presentado sus respetos al gobernador de Navarra y al alcalde de Pamplona, Tomás Mata, pero no así a la autoridad militar, de la que Mola era jefe. Mola lo tomó como una afrenta personal, haciéndole llamar a Capitanía. El Comandante acudió con el uniforme del cuerpo. El general le indicó que debía dejar el sable fuera del despacho a lo que le contestó que sin el sable de la uniformidad no entraba pues estaba allí ostentando el cargo que como Jefe de la Comandancia de la Guardia Civil en Navarra le corresponde.
Casares Quiroga informó al Consejo de Ministros de la constancia de una conspiración militar y en Pamplona los jefes de las milicias requetés se trasladaron a la Comandancia militar donde queda establecido el puesto de mando. Fue entonces cuando el inspector general de la Guardia Civil, general Pozas ordenó a Medel que dispusiera de sus efectivos para realizar una línea defensiva en Tafalla que permitiese aislar a Navarra por el sur.

### Muerte
Mola intentó negociar a última hora con Rodríguez Medel quien, fiel al Gobierno, rechazó la oferta.

Mola le preguntó por teléfono:
— Entonces, ¿para usted no importa nada la salvación de España? ¿Qué haría usted si se implantase el comunismo?
— Cumplir con mi deber —contestó Medel.
Mola insistió:
— ¿Y cuál sería su deber?
— Obedecer las órdenes del poder constituido.

Rodríguez Medel tras reunirse con el gobernador civil de la provincia, recibe la orden del inspector general de la Guardia Civil, general Pozas de agrupar las fuerzas de la guardia civil y establecerse en Tafalla para establecer una línea defensiva para lo que contaría con sus guardias civiles, los guardias de asalto y  el apoyo de las organizaciones obreras, sobre todo de la zona sur de la provincia, para así aislar a Navarra por el sur. Al llegar a la Comandancia  Rodrígues Medel dio la orden para que todos los guardias se prepararan para el traslado de toda la Comandancia a Tafalla. Eran las 20 horas y estando formados los guardias civiles dio una arenga: 
“Supongo que todos estaréis dispuestos a seguirme. No tengo por qué decir a dónde ni con qué objeto, porque los militares tienen la obligación de seguir a sus jefes sin más. Lo único que puedo decir es que es preciso hacer un esfuerzo supremo, del que necesita el Gobierno es estos instantes”.
Termina la arenga con un “Viva la República”. Se produjo un silencio y nuevamente grito “Viva la República”, y esta vez fue respondido con “Viva España”. 

Cuando Rodríguez Medel se dirige a la columna que estaba preparada a las puertas de la Comandancia, en la calle Ansoleaga, murió como consecuencia de los disparos de uno de los guardias civiles sublevados.  La versión que se había mantenido hasta hace unos años se basaba en la narración del capitán de la guardia civil, que estaba del lado de la rebelión:  
“El 18 de julio con la fuerza del Cuerpo destinada en Pamplona y arengada a ésta con el grito de ¡Viva España! Se negó a seguir al jefe de su Comandancia que intentaba sacar la fuerza del Cuartel para enfrentarla a las del Ejército, en cuyo momento dicho Jefe hizo fuego con su pistola hiriendo a un guardia y al ser repelida la agresión resultó muerto el citado jefe, después procedió a la detención del Comandante 2º Jefe y el Capitán Cajero, que se oponían al Glorioso Movimiento Nacional por ser de significación izquierdista y desde cuyo momento con toda la fuerza a sus órdenes se puso a disposición del Excmo Señor General Comandante de la Plaza, don Emilio Mola Vidal (q.e.p.d) quien aprobó su proceder y felicitó efusivamente”. 
Esta versión de la muerte no concuerda con la realizada por un testigo, un joven de 22 años llamado José Antonio Balduz que lo narra con 95 años, en el documental "Rodríguez Medel, el primero de la lista" realizado por Mikel Donazar Jaunsaras:  
«Atravesé la plaza en diagonal para ir a la calle Eslava, donde yo vivía. Al faltar unos 15 metros para entrar en esa calle, vi un grupo y sonó un disparo. Me sorprendió la sonoridad tan enorme del disparo. Eran guardias civiles todos. Cayó rotundamente al suelo. No se oyó más.»  
Lo que está comprobado es que Rodríguez Medel recibió dos disparos por la espalda, como dio fe el oficial del Juzgado de Pamplona, que participó en el levantamiento del cadáver y  puede comprobarse por los orificios de la guerrera del comandante, guardados durante años por la familia. Esto parece corroborar la versión de que fue un asesinato a traición, sin que hubiera enfrentamiento alguno. 
Según se indica en el documental "Rodríguez Medel, el primero de la lista" un documento aportado por un hijo de los guardias civiles sublevados, el presunto autor de los disparos fue el conductor del comandante
Después del asesinato el coronel Beorlegui se hizo con el control de la situación y ordenó la detención de los oficiales Martínez-Friera y Fresno Urzáiz, 2º jefe de la comandancia y capitán Cajero respectivamente.
Los sublevados intentaron ocultar el asesinato y en la portada del día 19 de julio de ‘Diario de Navarra’, figura una pequeñita reseña de la muerte del comandante: «A consecuencia de un accidente desgraciado ocurrido en el cuartel, dejó de existir», escribió el periodista que redactó aquello. 
La noticia de su muerte llega a su familia por las ondas de la radio. Su mujer y su hija María se desplazaron a Pamplona donde los militares sólo les ofrecieron una fosa común para su entierro. La prima de la mujer de Medel logra la autorización de la familia Chueca para enterrarlo en su panteón pero sin inscripción alguna. Varias semanas después de la rebelión militar también sería asesinado el capitán de la Guardia Civil, Ricardo Fresno Urzaiz, que era el principal apoyo en la comandancia de la Guardia Civil de Pamplona a José Rodríguez Medel. 

Otros oficiales de la Comandancia de la Guardia Civil de Pamplona tuvieron que pasar por Tribunales de honor, como el teniente Lucinio Cervantes Iñigo. Dicho Tribunal de Honor dice:
“Se reprueba por su gran frialdad e indecisión, no auxiliando como único oficial que era, al capitán Auría en tan difíciles momentos, temeroso de la responsabilidad y procurando de todos modos quedar a salvo su persona cualquiera que fuera el resultado”.
El guardia civil de la Comandancia de Pamplona, que había ingresado recientemente en la Guardia Civil, Pablo Ardanaz sufrió un Consejo de Guerra y fue condenado a muerte, siendo fusilado en la Vuelta del Castillo el treinta y uno de octubre de 1936.
No es cierta la afirmación de algunos autores de que fue la primera víctima peninsular de la guerra civil. A las tres de la tarde de ese mismo día, 18 de julio, el general Queipo de Llano había proclamado el estado de guerra en Sevilla y durante las horas siguientes se produjeron enfrentamientos entre las fuerzas militares sublevadas y guardias de asalto, incluso con fuego de artillería, con el resultado de las primeras víctimas mortales peninsulares.